# Kari Rajamäki
Kari Juhani Rajamäki (ur. 15 października 1948 w Anjali) – fiński polityk i administratywista, od 2003 do 2007 minister spraw wewnętrznych, od 1983 do 2015 deputowany do Eduskunty.

## Życiorys
W 1974 uzyskał magisterium z administracji. Pracował przez rok w centrum zdrowotnym jako planista, następnie przez osiem lat był badaczem i sekretarzem komitetu uniwersyteckiego.
W 1983 po raz pierwszy uzyskał mandat deputowanego do Eduskunty z ramienia Socjaldemokratycznej Partii Finlandii. W fińskim parlamencie zasiadał nieprzerwanie od tego czasu do 2015, uzyskując w 1987, 1991, 1995, 1999, 2003, 2007 i 2011 reelekcję z różnych okręgów. Od 17 kwietnia 2003 do 19 kwietnia 2007 był ministrem-koordynatorem finansów w rządach Anneli Jäätteenmäki i Mattiego Vanhanena.